# Nord e Sud (Gaskell)
Nord e Sud (North and South) è un romanzo della scrittrice inglese Elizabeth Gaskell (1810-1866); uscì a puntate nella rivista Household Words dal 1854 al 1855, anno in cui fu per la prima volta pubblicato in tre volumi, con l'aggiunta di alcuni capitoli della parte finale.
Il titolo fa riferimento a uno dei temi del romanzo, ossia il contrasto di stili di vita tra il nord ed il sud dell'Inghilterra. Inizialmente il titolo doveva essere Margaret Hale, il nome della protagonista, ma Elizabeth Gaskell lo cambiò in seguito alle pressioni dell'editore.

## Trama
Il romanzo prende avvio dal ritorno della diciassettenne Margaret Hale alla casa del padre, pastore anglicano di Helstone, piccolo centro urbano della campagna meridionale. Il padre di Margaret decide di abbandonare la chiesa e si trasferisce con la famiglia a Milton, una città industriale del nord. Qui Margaret entra in contatto con una realtà a lei estranea: la lotta di classe tra operai e padroni, l'inquinamento e il degrado sociale. Dopo un iniziale sentimento di estraneità per quei luoghi, stringe amicizia con Bessy Higgins, una ragazza ammalatasi a causa delle condizioni lavorative in una fabbrica di cotone, e con il padre di lei Nicholas Higgins, impegnato nel movimento operaio.

## Personaggi

### Margaret Hale
Margaret Hale è un personaggio in cui si possono facilmente trovare riferimenti autobiografici, a partire dal brusco scontro con la vita di un centro industriale (Manchester, nel caso di Gaskell), fino alla perdita in mare del solo fratello.
Questi riferimenti autobiografici tuttavia non esauriscono affatto il personaggio: di Margaret viene sottolineata sin dall'inizio la personalità indipendente, il metro di giudizio autonomo e non di rado la quieta ma non reticente contrapposizione con il suo ambiente di appartenenza.
Figlia di un ex pastore anglicano ora libero professionista amico di Thornton, a lei si aprono tanto le porte della società bene di Milton quanto quelle dei quartieri operai: ha così modo di osservare la realtà del Nord e dell'industrializzazione complessivamente, da diversi punti di vista.
Da un iniziale disprezzo per le attività manuali e per coloro che praticandole si guadagnano da vivere, tipico di una mentalità aristocratica assorbita soprattutto nel ristretto ambiente londinese della cugina e dei Lennox, Margaret sviluppa una intensa ammirazione per lo spirito di iniziativa e di intrapresa degli abitanti del Nord, che si guadagneranno così ai suoi occhi l'appellativo di "gentiluomini".
Questo cambiamento di prospettiva investe direttamente anche il suo rapporto con Mr. Thornton: nel momento della prima proposta di matrimonio, infatti, Margaret lo rifiuta sdegnata, percependo una incolmabile distanza tra se stessa, in ristrettezze economiche ma pur sempre una gentildonna, e Thornton, alla testa di un impero economico ma in fondo poco più di un parvenu; lo accusa inoltre di non essere abbastanza gentiluomo da comprendere e rispettare la sua condotta.
Il comportamento di Thornton nell'affare che coinvolge il buon nome di Margaret e, ad insaputa di Thornton, le sorti del fratello, ma anche la maniera in cui l'industriale inizia a cooperare con i suoi operai migliorando le loro condizioni di lavoro le aprono gli occhi sulla sua onorabilità, forse poco convenzionale ma di sostanza, e le rispettive posizioni finiscono per essere capovolte fino allo scioglimento finale.

### John Thornton
John Thornton è uno dei personaggi più interessanti dell'intero romanzo, e rappresenta tutte le energie migliori del Nord tratteggiato da Gaskell.
Ridotto in miseria da una speculazione avventata del padre e trovatosi a carico madre e sorella, Thornton inizia a lavorare da ragazzino come garzone e con la sua sola tenacia riesce a costruire un impero economico il cui cuore è Marlborough Mill, un'industria tessile cotoniera che gestisce insieme alla madre.
Pur non avendo ricevuto l'educazione classica vittoriana, Thornton è un uomo di larghe vedute e stringe amicizia con Mr. Hale, di cui diventa il solo amico in città.
Una delle questioni poste sul piatto è quella della qualità della gestione delle imprese: Thornton ha un approccio agli affari pratico, focalizzato sulla produzione; man mano che la storia procede, si rende conto della sua responsabilità verso gli operai alle sue dipendenze, per i quali acquista anche maggiore rispetto.

### Nicholas Higgins
Padre di Bessy, operaia amica di Margaret, attraverso di lui Gaskell si interroga sulla lotta operaia, sulla sua possibilità reale e sulla violenza che essa stessa comporta tra gli operai: ne è un'illustrazione la vicenda di Boucher, un operaio vicino di Higgins privo però della sua stessa tenacia e forza morale che inneggiava alla violenza contro i padroni.
Marito di una donna malaticcia e padre di sei figli piccoli, col prolungarsi dello sciopero si lascia andare alla disperazione ed è tra gli agitatori dei disordini che provocano il ferimento di Margaret in difesa di Thornton. Dopo gli scontri viene ostracizzato dai lavoratori stessi e finisce per suicidarsi. Ciò porta a riflettere Higgins sul modo in cui ha condotto la protesta dei lavoratori; prendendosi carico degli orfani Boucher ed andando da Thornton a chiedere lavoro, Higgins incomincia un lento cammino di dialogo.

### I Lennox
I due fratelli Lennox sono le principali frequentazioni londinesi di Margaret al di là della stretta cerchia familiare. In un certo senso rappresentano due esemplari "uomini del sud".
Sholto Lennox (ma in alcune parti del libro viene chiamato "Cosmo") è un capitano dell'esercito britannico, di stanza a Corfù, ed il suo matrimonio con Edith occupa i primi capitoli del romanzo. Le vicende della coppia riemergono periodicamente nel libro attraverso la corrispondenza tra le cugine, e le loro atmosfere ovattate, impalpabili e non di rado frivole fanno da controcanto alla realtà di miseria e grigiore in cui si trova catapultata Margaret.
Henry Lennox invece è un avvocato che al contrario di Thornton non trae alcuna edificazione personale dall'esercizio attivo della sua professione. Per la natura della sua attività gode comunque di una posizione rispettata, ed è il marito designato per Margaret dai suoi parenti di Londra.

## Temi del romanzo

### Nord contro Sud
Uno dei temi principali è ovviamente il contrasto geografico e di mentalità tra il nord dell'Inghilterra, lanciato nell'industrializzazione pesante, in cui la considerazione sociale si guadagna tramite l'iniziativa personale e lo spirito d'intraprendenza ed il placido sud rurale, dove i ritmi rimanevano ancorati ai tempi del ciclo agricolo, ovvero di quello urbano londinese, ricco ma ozioso, che si bea della propria posizione di capitale di un vastissimo impero senza interrogarsi sulla provenienza della propria potenza.
Ad operare questo confronto è principalmente il personaggio di Margaret, che gode di una posizione privilegiata di osservazione.
Il ritorno a Londra nella sezione finale del libro la obbliga ad una paragone diretto tra il raffinato ma inconsistente approccio alle cose praticato nella capitale e l'atteggiamento prosaico ma dritto alla sostanza del Nord.

### Uomo e gentiluomo
Un altro dei temi emerge esplicitamente in una discussione tra Margaret e Mr. Thornton sul senso della rispettabilità e dell'onore.
Margaret a tale proposito si rifà alle idee correnti a Londra in materia: gentiluomo è un individuo economicamente indipendente che rispetta le norme e convenzioni sociali del galateo vittoriano.
Thornton, che proviene da una realtà diversa, ribatte invece:
Si fa dunque largo una diversa idea di rispettabilità sociale fondata sulla moralità del singolo piuttosto che sulla sua estrazione sociale: in questo senso anche Higgins è "un uomo".

### Industrializzazione e socialismo
Espresso dalla difficile dialettica tra Thornton e Higgins, un tema non trascurabile è quello del difficile dialogo tra padroni ed operai, che i due riusciranno ad instaurare solo una volta superati i rispettivi pregiudizi (scoprendosi inoltre simili per il temperamento tenace ed ostinato), guadagnato il rispetto reciproco e riconosciuti degli obiettivi comuni: per il primo, la prosperità dell'azienda tramite il benessere dei suoi operai, per il secondo il benessere degli operai tramite la prosperità della fabbrica.
Frutto tangibile (e simbolico) di questa difficile dialettica è l'istituzione di una mensa per gli operai della fabbrica di Thornton.
Elizabeth Gaskell era una donna di ampia cultura e dalle vaste letture, che viveva a contatto della realtà urbana industriale di Manchester e frequentava circoli culturali progressisti; non è improbabile che conoscesse gli scritti dei socialisti utopisti. In Nord e Sud opta per una soluzione dei conflitti certamente ottimistica rispetto alle atmosfere di cupa oppressione ad esempio del suo romanzo d'esordio, Mary Barton, in cui l'assenza di prospettive sfocia nel delitto.

## Fortuna
Pur non essendo conosciuto come altri romanzi dello stesso periodo (basti pensare che Gaskell era contemporanea di scrittori quali Charles Dickens, George Eliot e le sorelle Brontë), Nord e Sud ha riscosso notevole successo sia presso il pubblico dell'epoca che presso quello contemporaneo (perlomeno, nei Paesi anglosassoni). Una nuova ondata di popolarità gli è stata portata dalla messa in onda da parte della BBC nel 2004 di uno sceneggiato tratto da esso.
In quest'occasione si sono sprecati paragoni con il più celebre Orgoglio e pregiudizio di Jane Austen; la ragione di questa somiglianza nasce soprattutto dalla natura della relazione tra i due personaggi principali, che vede l'uomo rifiutato dimostrare il proprio valore e conquistare la stima della donna; naturalmente il tutto raffreddato e complicato dalla rete di convenzioni sociali che relegavano ciascun attore sociale, specialmente le donne, entro un raggio d'azione insuperabile pena la perdita della rispettabilità. Questo stereotipo ricalca inoltre i valori tipici della cavalleria: uno dei suoi primissimi esempi infatti si trova in Yvain ou le chevalier au lion di Chrétien de Troyes.

## Edizioni
- Elizabeth Gaskell, Nord e Sud, a cura di Valeria Mastroianni e Lorenza Ricci, collana Atlantide, traduzione di Laura Pecoraro, Jo March, 16 novembre 2011,  p. 560, ISBN 9788890607608.
- Elizabeth Gaskell, Nord e Sud, collana Raggi, traduzione di Giancarlo Carnevale, Sara Staccone, Elliot, 22 novembre 2019,  p. 512, ISBN 9788869938689.

## Adattamenti televisivi
La BBC ha realizzato due adattamenti televisivi a puntate:
- North and South, 1975, in quattro puntate da 50 minuti, diretto da Rodney Bennett, sceneggiatura di David Turner: il cast comprendeva Rosalind Shanks come Margaret Hale e Patrick Stewart come John Thornton.
- Nord e Sud (North & South), 2004, in quattro puntate da 50 minuti, diretto da Brian Percival, sceneggiatura di Sandy Welch: in questa versione sono stati Daniela Denby-Ashe e Richard Armitage ad interpretare rispettivamente questi ruoli; nel cast anche Sinéad Cusack nella parte di Mrs. Thornton.